# Ед телевизията
„Ед телевизията“ (на английски: EDtv) е американски комедиен филм от 1999 г. на режисьора Рон Хауърд. Във филма участват Матю Макконъхи, Джена Елфман, Уди Харелсън, Елън Дедженеръс, Сали Къркланд, Мартин Ландау, Роб Райнър, Денис Хопър, Елизабет Хърли и Клинт Хауърд.
Филмът получава смесени отзиви от критиците, като някои критикуват сходството му с „Шоуто на Труман“ (1998) и е провал в боксофиса, като печели малко над 35 милиона долара в сравнение с бюджета му от 80 милиона долара.

## Актьорски състав
| Актьор            | Роля                  |
| ----------------- | --------------------- |
| Матю Макконъхи    | Едуард „Ед“ Пекърни   |
| Джена Елфман      | Шари                  |
| Уди Харелсън      | Реймънд „Рей“ Пекърни |
| Елън Дедженеръс   | Синтия Рийд           |
| Мартин Ландау     | Ал                    |
| Сали Къркланд     | Джанет Пекърни        |
| Елизабет Хърли    | Джил                  |
| Роб Райнър        | Господин Уитакър      |
| Денис Хопър       | Хенри „Ханк“ Пекърни  |
| Вивека Дейвис     | Марша Пекърни         |
| Крисчън Кейн      | Пи Ей                 |
| Адам Голдбърг     | Джон                  |
| Уендъл Джоузефър  | Рита                  |
| Мерин Дънги       | Мис Сийвър            |
| Иън Гомез         | Маккълвайн            |
| Клинт Хауърд      | Кен                   |
| Ру Пол            | Себе си               |
| Рик Овертън       | Бари                  |
| Геде Уатанабе     | Грег                  |
| Александра Холдън | Момичето от колежа    |
| Дон Мост          | Бенсън                |
| Джефри Блейк      | Кийт                  |
| Хари Шиърър       | Модераторът           |
| Бил Мар           | Себе си               |
| Джей Лено         | Себе си               |
| Ариана Хъфингтън  | Себе си               |

## В България
В България филмът е издаден на VHS на 26 февруари 2000 г., от Александра Видео.
На 26 февруари 2022 г. е излъчен по bTV Comedy в събота от 20:30 ч. Дублажът е на студио Медиа Линк. Екипът се състои от:
| Озвучаващи артисти  | Златина Тасева Симона Стоянова Владимир Колев Цанко Тасев Христо Чешмеджиев |
| Преводач            | Невена Генчева                                                              |
| Тонрежисьор         | Емил Енев                                                                   |
| Режисьор на дублажа | Василка Сугарева                                                            |